# Назаров, Аркадий Сергеевич
Аркадий Сергеевич Назаров (1899—1987) — советский конструктор авиационных двигателей, первый главный конструктор (1930—1936) ОКБ моторостроительного завода № 29 (Запорожье)

## Ранние годы
Родился 9 марта 1899 года в селе Нижняя Оторма в Тамбовской области, в семье служащего винокуренного завода. По окончании 3-классной сельской школы поступил в реальное училище уездного города Моршанск. В 1918 году, после окончания реального училища с золотой медалью, поступил в Московское Высшее техническое училище, однако из-за материальных обстоятельств в связи с Гражданской войной вынужден был прервать учёбу и вернуться в Моршанск, где в апреле 1919 года вступил добровольцем в Красную Армию — пулеметчиком в 18-й стрелковый полк.

## В военной авиации
Вскоре после вступления в Красную Армию был зачислен в технический состав 31-го авиаотряда. Осенью 1920 года командующий авиацией Западного фронта откомандировал его в числе двух лучших специалистов, имеющих среднее образование, на учёбу в Московский авиационный техникум, преобразованный в 1921 году в Военно-воздушную академию имени профессора Николая Егоровича Жуковского. На последнем курсе учёбы был назначен руководителем Комитета легкомоторной авиации Осоавиахима. После окончания академии получил назначение инженером по эксплуатации в Качинское лётное училище. Но уже через год был переведён в Главное управление ВВС Красной армии, где почти два года проработал инженером по моторам управления фабрично-заводских предприятий Военно-Воздушных Сил.

## В авиапромышленности
В конце двадцатых годов решением ЦК ВКП(б) и Совнаркома для укрепления молодой авиационной промышленности на руководящие должности было направлено 1000 инженеров из ВВС — в основном выпускников Военно-воздушной академии им. Жуковского. В апреле 1928 года Назарова перевели из ВВС в авиапромышленность. Он был назначен сначала старшим инженером, а потом начальником технического подотдела моторного отдела Всесоюзного авиационного объединения (ВАО). Работая в ВАО, участвовал в испытаниях и доработке двигателей: М-13 мощностью 820 л. с. (V-образный 12-цилиндровый), разработанного в НАМИ под руководством Н. Р. Брилинга конструкторами А. А. Микулиным, Е. А. Чудаковым, И. Ш. Нейманом и М-18 мощностью 750 л. с. (W-образный 18-цилиндровый), разработанного на заводе «Икар» под руководством А. А. Бессонова. М-18 успешно прошёл 100-часовые испытания. По предложениям ВАО, сформулированным Назаровым, А. А. Бессонов совместно с В. И. Базаровым на его основе разработали V-образный 12-цилиндровый двигатель М-19 мощностью 700 л. с., который в 1930 году успешно прошел государственные испытания. Однако, к тому времени в Германии уже была куплена лицензия на двигатель BMW VI мощностью 750 л. с. вместе с технологией и оборудованием для его производства, и под названием М-17 именно он стал выпускаться серийно заводом № 24.

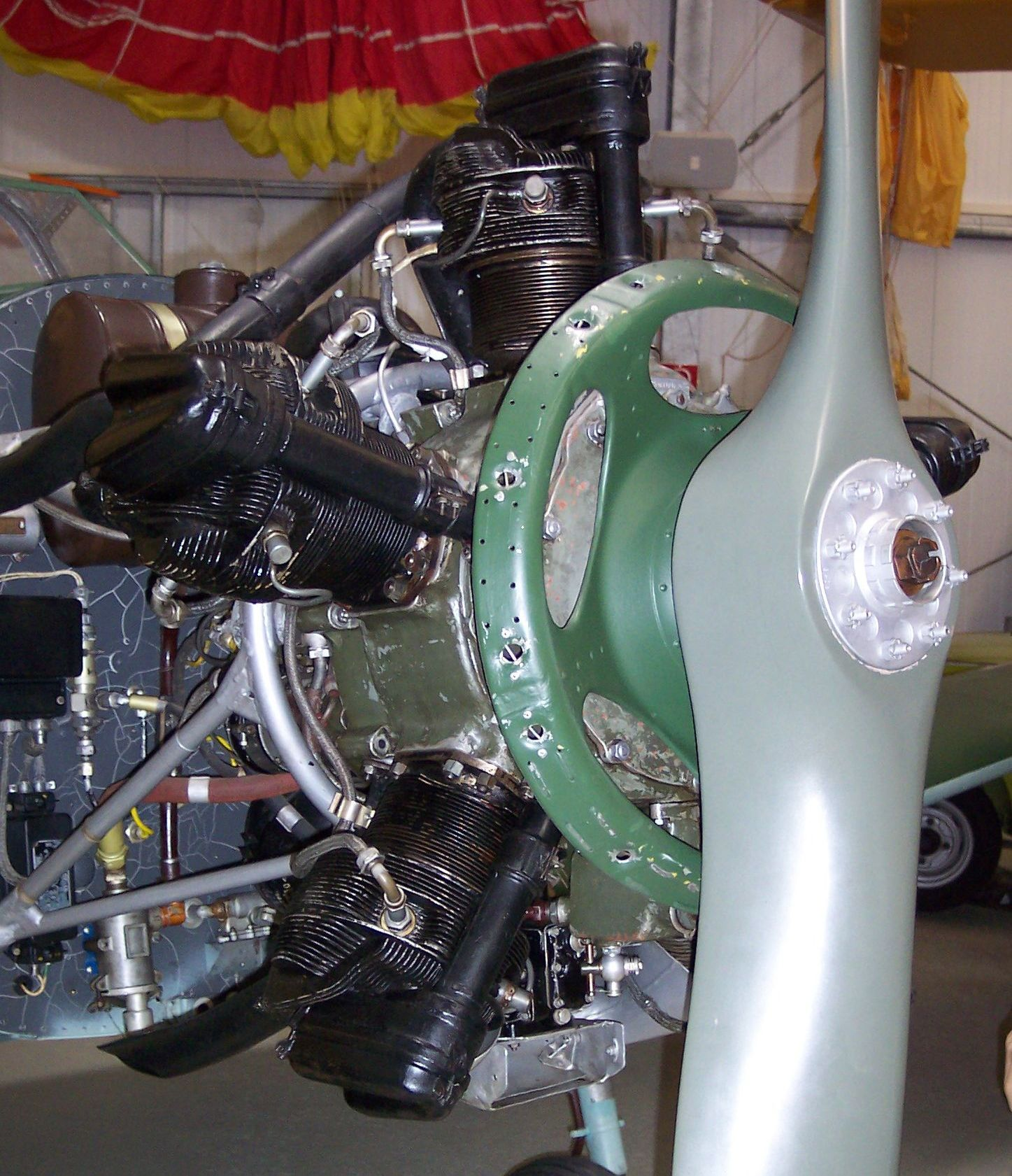
Двигатель М-11Ф

В 1925 году на заводе «Мотор» под руководством А. Д. Швецова был разработан 5-цилиндровый звездообразный двигатель воздушного охлаждения М-11. В 1927 году мотор прошёл испытания и с конца года начал выпускаться серийно на Государственном авиационном заводе № 9 «Большевик» (тогда же переименованном в ГАЗ № 29) в Запорожье. Как сотрудник ВАО, Назаров оказывал деятельную помощь при освоении двигателя в производстве. И, когда возникла необходимость создания при заводе конструкторского бюро для сопровождения серийного производства двигателей и внесения изменений в их конструкцию, приказом Главного управления авиационной промышленности НКТП СССР № 148 от 6 июля 1930 года Аркадия Сергеевича Назарова назначили главным конструктором опытно-конструкторского отдела (переименованного затем в бюро) при заводе № 29.
В результате работы, проведенной под руководством А. С. Назарова, конструкторами завода был фактически создан новый двигатель, обладающий более высокими техническими характеристиками. Были созданы и запущены в производство несколько модификаций двигателя, в которых мощность увеличили до 150 л. с. Производство двигателей семейства М-11 продолжалось на различных заводах более 30 лет, было выпущено свыше 120 тыс. моторов, которые устанавливались более чем на 80 типах летательных аппаратов. На базе спроектированной конструкторами КБ завода № 29 цилиндро-поршневой группы М-11 в период с 1930 по 1933 годы было создано семейство опытных звездообразных двигателей: 3-цилиндровый 3М-11 (65 л. с.), 5-цилиндровый М-51 (150 л. с.), 7-цилиндровый М-48 (220 л. с.) и 9-цилиндровый М-49 (280 л. с.).

## ОКБ завода № 29

### Двигатель М-22
Необходимость создания ОКБ при заводе № 29 была вызвана тем, что 23 августа 1928 года с французской моторостроительной компанией Гном-Рон комиссией под руководством В. Я. Климова был заключен договор о лицензионном изготовлении двигателя Гном-Рон Юпитер и местом для его производства был выбран завод в Запорожье. Для приёмки чертежей от Гном-Рон и адаптации их к советским стандартам в сентябре 1928 года на заводе был организован технический отдел, численность которого к январю 1930 года составляла 39 человек. По договору Гном-Рон предоставляла право на производство моторов «Юпитер», а также его вариантов с редуктором и нагнетателем. Кроме того, инженеры фирмы выполнили перепланировку запорожского завода, в соответствии с оборудованием, заказанным при посредничестве Гном-Рон во Франции, Германии и Англии. За отдельную плату поставлялись штампы, шаблоны, модели для литья, измерительные скобы и калибры. Согласно отдельному пункту договора предусматривалось обоюдное извещение сторон обо всех усовершенствованиях и изменениях в конструкции серийных двигателей. От недавно созданного ЦИАМ ведущим по освоению двигателя в производстве был назначен старший инженер С. К. Туманский.

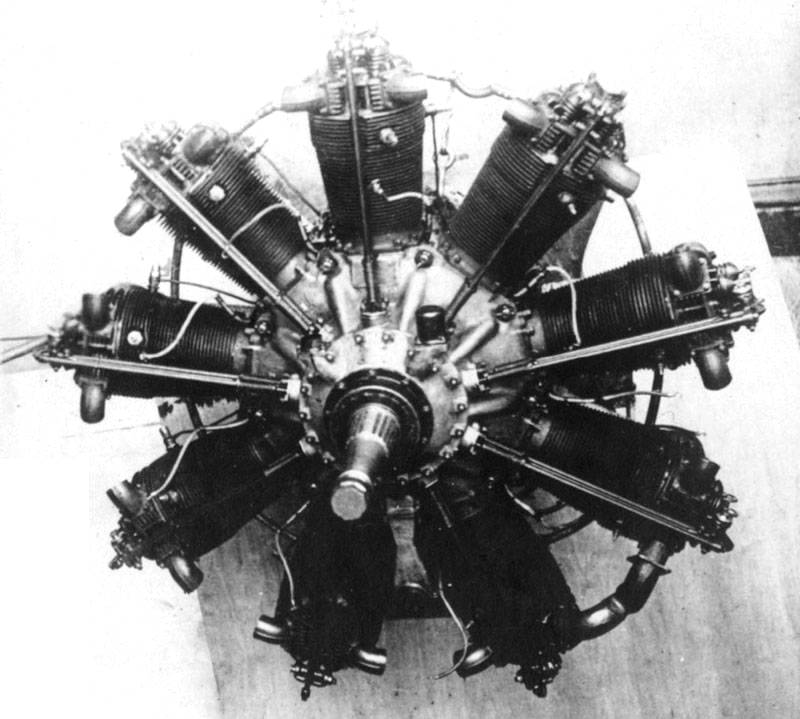
Двигатель М-22 (архивное фото)

Советский мотор, получивший обозначение М-22, первоначально должен был соответствовать модели Jupiter 9Ad мощностью 420 л. с., но получил усиленный коленвал, поэтому модификацию для серийного производства приблизили к версии 9Aq мощностью 480 л. с. Для первой серии двигателей свечи, карбюраторы, бензонасосы, детали механизма газораспределения, магнето покупали во Франции. Поковки и отливки для первой и второй серий моторов также ввезли оттуда. Деятельную помощь Назарову в организации производства М-22 оказывал В. Я. Климов, в своё время возглавлявший комиссию по приёмке моторов Юпитер во Франции при заключении договора лицензии, а в июле 1930 года командированный на завод в Запорожье и назначенный начальником испытательной станции, а затем техническим директором завода. В декабре 1930 года завод выставил на испытания первые десять М-22 серии А, показавшие максимальную мощность 567 л. с. Всего под техническим руководством Назарова за год было выпущено 25 двигателей, в значительной мере состоявших из импортных деталей. Вторая серия Б была сдана в апреле 1931 года. Первые две серии отличались повышенной степенью сжатия (6,55—6,58), а межремонтный ресурс определили в 50 часов. Вдвое он был увеличен лишь в третьей серии М-22 — серии В. На ней ввели фиксированные вкладыши главных шатунов (вместо плавающих). В этой серии все детали двигателя были изготовлены из отечественных материалов. Серию В завершили в августе, а сдали в сентябре 1931 года. Этот год целиком ушел на доводку конструкции и развертывание серийного производства, за год выпустили 68 моторов М-22. В 1932 году было выпущено 357 экземпляров двигателя, а всего до завершения выпуска в 1935 году в Запорожье было произведено 2717 моторов М-22. Двигатель устанавливался на самолеты К-5, К-12, И-4, И-5, И-15, И-16, И-Z, Сталь-3, ХАИ-1, АИР-7 и автожир А-7.
На основании опыта, полученного при доводке моторов М-11, М-22 и создания двигателей М-48, М-49, 3М-11 и М-51, под руководством Назарова был создан мощный высотный мотор для военной авиации, получивший обозначение М-58. Этот двигатель в 1934 году успешно прошел Государственные 100-часовые стендовые испытания. Он представлял собой 9-цилиндровую «звезду» воздушного охлаждения номинальной мощностью 690 л. с. В 1935 году испытывался двухместный вариант И-16 Н. Н. Поликарпова — УТИ-3 № 11211, оснащенный двигателем М-58. Летал на нем В. П. Чкалов и ему самолет понравился. Но трудности освоения в производстве нового двигателя, несмотря на его достоинства, не дали хода УТИ-3. По постановлению СТО № К-91сс от 14 июля 1934 года в план опытного строительства на 1934—1935 год были включены модификации созданного мотора: М-58Н (690 л. с., срок предъявления на Государственные испытания — 1.11.1934 г.), М-58РН (1.06.1935 г.). О дальнейшем его производстве или применении сведений не обнаружено.

### Двигатель М-85
13 августа 1933 года вышло постановление СТО СНК о закупке во Франции 30 авиационных моторов Hispano-Suiza 12Y с запчастями и инструментом, а также о проведении переговоров на получение лицензии и помощи фирмы-производителя в организации серийного выпуска двигателей в СССР. Председателем закупочной комиссии был назначен В. Я. Климов. Отправляя советскую делегацию во Францию, командующий ВВС РККА Я. И. Алкснис настоял на включение в её обязанности ознакомление с двигателем Гном-Рон 14K Mistral Major и, в дальнейшем, ведение переговоров о лицензии на производство этого двигателя в СССР. Видимо, Алкснис решил, что двигатели Гном-Рон должны быть похожи между собой, что не будет вызывать затруднений при освоении 14K в производстве на заводе № 29, где уже серийно выпускался М-22. Также, вероятно, учитывался успешный опыт В. Я. Климова при закупке лицензий на производство как Гном-Рон Юпитер, так и перед этим в Германии BMW VI. Возложив все обязанности по обеим лицензиям на Климова, было решено Назарова, как «лишнего» конструктора, во Францию не отправлять, а завод №29 на переговорах представлял и подписывал от его имени документы директор С. А. Александров. Алксниса никто не уведомил, что Гном-Рон 14K Mistral Major был разработан не на основе Гном-Рон Юпитер, освоенного в производстве как М-22, а на базе Гном-Рон 7K Titan Major, который был радикальной переработкой инженерами Гном-Рон другого английского двигателя Bristol Titan, и между этими двумя моторами было очень мало общего. Хотя В. Я. Климов выбрал для переговоров о лицензии, кроме Гном-Рон 14K Mistral Major, также Гном-Рон 9K Mistral, ознакомившись с Hispano-Suiza 12Y, первый запуск которого состоялся лишь в 1932 году, он на испытаниях обнаружил его полное несоответствие заявленным характеристикам, но, понимая перспективность этого двигателя, имевшего версию с пушкой, стрелявшей через вал винта, вынужден был заняться его доводкой вместе с французскими инженерами. Ему пришлось уделить всё своё внимание двигателю Hispano-Suiza 12Y, заключительные приёмочные испытания которого прошли только в октябре 1934 года. Теи не менее, 7 июня 1934 года вышло постановление СТО СНК, которое предписывало В. Я. Климову, военному инженеру М. А. Левину и директору завода № 29 С. А. Александрову в кратчайшие сроки завершить переговоры с Гном-Рон и добиться предоставления лицензии на оба типа двигателей (14K и 9K), купив необходимую документацию и образцы двигателей. А ГУАП НКТП, не дожидаясь окончания переговоров, в октябре 1933 года уже приняло решение о проектировании новых самолётов под еще не купленные французские моторы. Во второй половине 1934 года во Франции началась приемка технической документации и образцов двигателей, которой руководил старший военный представитель А. В. Каширин, не имевший отношения к заводу № 29 и в 1938 году назначенный начальником ЦИАМ. В марте 1935 года в Москву привезли первый мотор Гном-Рон 14Kdrs, месяцем позже успешно прошедший 100-часовые испытания на стенде в ЦИАМ.

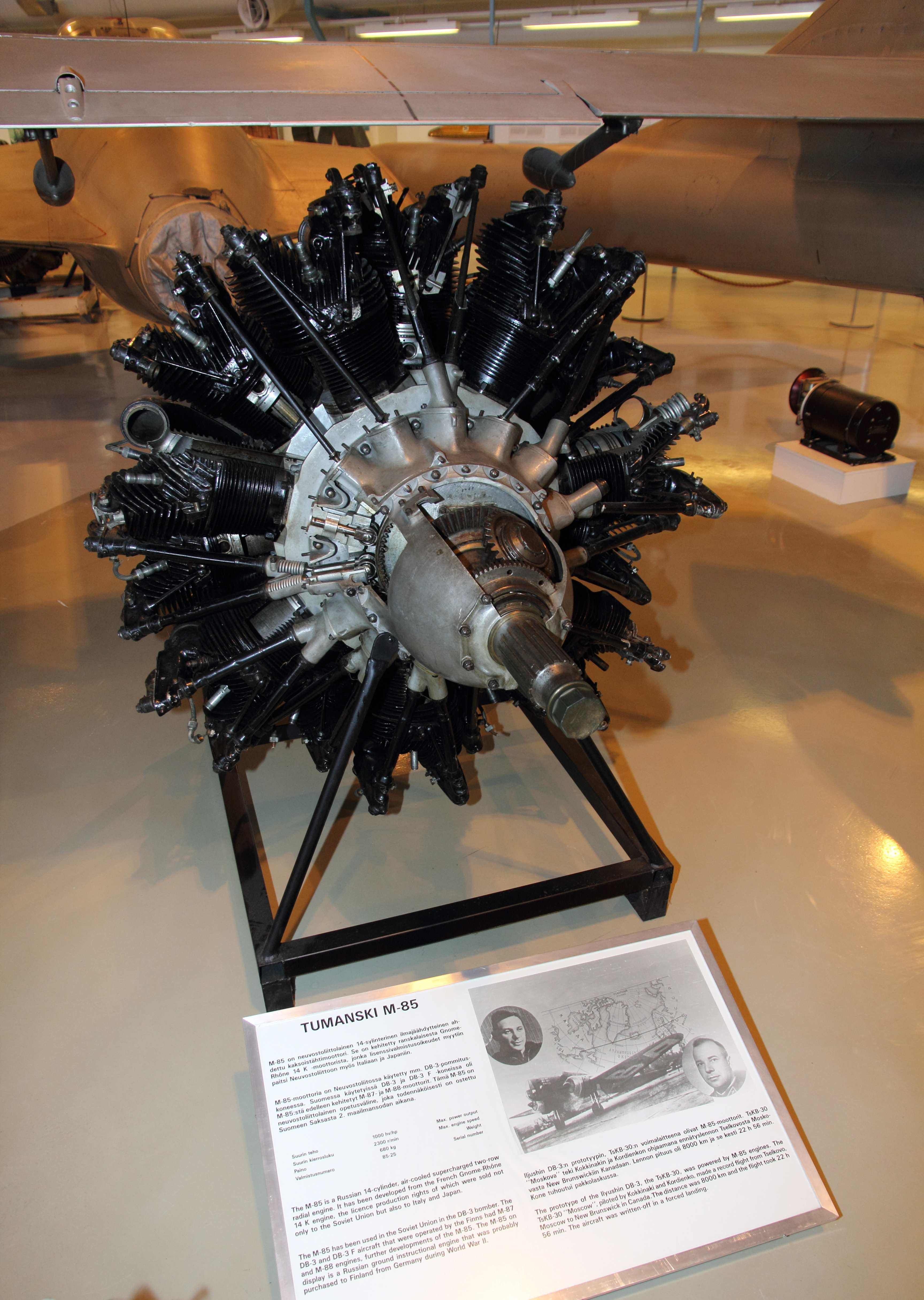
Двигатель М-85 в музее в Финляндии

Двигатель Гном-Рон 14K Mistral Major для производства в СССР получил название М-85, а Гном-Рон 9K Mistral название М-75. Постановлением СТО № К-202сс от 29 декабря 1934 года заводу № 29 была установлена производственная программа на 1935 год: М-85 (14K) — 100 штук, М-75 (9K) — 150 штук. Сразу же проявились все последствия «дистанционного», без участия работников завода, составления требований к подготовке производства: на 1 января 1936 года было сдано М-85 — 5 штук, М-75 — 3 штуки. В дальнейшем от выпуска М-75 отказались полностью. Назаров и конструкторы ОКБ буквально сутками не выходили с территории завода, устраняя недоработки и дефекты, которые в изобилии в отечественном производстве получил новый мотор. Огромный объем работы выпал на заводских технологов. Необходимо было согласовать требования, указанные во французских технологиях, с возможностями нашего оборудования. В отличие от контрактов, которые подписал Швецов в США и в соответствии с которыми американцы передавали большое количество оборудования, в том числе и станки, Гном-Рон, согласно запросу, передала запорожскому заводу, кроме рабочих чертежей, в основном только технологические карты на французском языке. Например, в спецификации покупных узлов указывались марки подшипников, но нигде не отмечалось, что это английские подшипники, прошедшие специальный отбор. В связи с этим, производство М-85 разворачивалось очень тяжело: в 1936 году было сдано 129 штук, в 1937 году — 330 штук (при 1500 согласно плану). Уже к 1935 году М-85 мощностью 850 л. с. несколько устарел и ОКБ Назарова начало разработку двух его модификаций — в 1935 году форсированную до 950 л. с. М-85Ф (впоследствии названную М-86) и, на её основе, в 1936 году высотную, с двухскоростным нагнетателем, М-85В (впоследствии М-87). Новые двигатели также тяжело осваивались в производстве: в 1937 году выпуск М-86 составил 516 штук, выпуск М-87 — 22 штуки. План выпуска опять был сорван. Но в этом году Назарова на заводе № 29 уже не было: согласно приказу ГУАП № 099 от 20 сентября 1936 года завод с 1937 года был освобождён от производства моторов М-11 с передачей всех работ по М-11 на завод № 16 в Воронеже и организацией ОКБ завода № 16 для его сопровождения, главным конструктором которого А. С. Назаров был назначен. Когда руководство ГУАП приняло решение о переводе Назарова на завод № 16, его место главного конструктора завода № 29 в Запорожье предложили С. К. Туманскому, тогда уже одному из ведущих сотрудников ЦИАМ, сопровождавшему от ЦИАМ М-22 и М-85 (в институте он был ведущим специалистом по этим двигателям). Однако С. К. Туманский, получив предложение, ответил, что хорошо знает Назарова и тот, по его мнению, вполне способен самостоятельно исправить положение дел на заводе. В результате больше года завод № 29 проработал без главного конструктора. Только в феврале 1938 года, когда Назаров уже находился в заключении, С. К. Туманский принял повторное предложение стать главным конструктором завода № 29.

## ОКБ № 16 и в заключении
Отстранение от работ по наследникам «Мистраль-Мажора» не сломило волю Назарова, и на новом месте он с огромной энергией взялся за организацию ОКБ и дальнейшее усовершенствование мотора М-11, создание его новых модификаций. Всего за год Аркадий Сергеевич сумел добиться существенного повышения мощности двигателя и увеличения его ресурса до 300 ч. Но и этот успех не уберег Назарова от развернувшихся в стране репрессий. В декабре 1937 года Аркадия Сергеевича арестовали. Тогда же был «снят как не справившийся» и арестован директор завода № 29 С. А. Александров, в своё время так удачно съездивший без Назарова в Париж, и директором завода № 29 был назначен В. В. Чернышёв. Впрочем, уже в январе 1938 года Назаров был направлен в распоряжение 4-го специального отдела НКВД, объединявшего особые КБ (где работали заключённые). Решением руководства НКВД Назарова включили в состав тушинской «шараги» при авиамоторном заводе № 82, техническим руководителем которой являлся заключённый Алексей Дмитриевич Чаромский — один из крупнейших авиационных дизелистов страны, который в то время разрабатывал двигатель для дальнего бомбардировщика. Ему выделили самостоятельную бригаду и поручили две фактически независимые темы: создание нагнетателя и редуктора для авиационного дизеля.
А. С. Назаров первым предложил для стабилизации работы системы наддува авиационных дизелей ввести в ее состав каскад, жестко связанный с основной кинематикой двигателя и включавший ПЦН, который к тому времени уже прошел испытания на установке, созданной под его руководством. Впоследствии в 1942 году, когда Назаров у него уже не работал, Чаромский воспользовался его идеей и применил на М-30 схему комбинированного наддува (ТК + ПЦН). Кроме того, была введена автоматика регулирования подачи топлива и некоторые другие усовершенствования. Надежность двигателей, получивших обозначение М-30Б, заметно повысилась, и в 1942 году они успешно прошли летные испытания на одном из бомбардировщиков ТБ-7. В результате Чаромский и некоторые его сотрудники были освобождены, но это не относилось к Назарову, который уже работал в другой группе особого КБ в Казани, созданном на базе эвакуированного из Воронежа ОКБ завода № 16, которое он сам возглавлял до ареста. Эту группу возглавлял другой заключённый — Валентин Петрович Глушко, который тепло отнесся к своему новому сотруднику и по существу предложил ему самому выбрать поле деятельности. В. П. Глушко разрабатывал ЖРД реактивного ускорителя для самолётов РД-1. Так как Назаров до этого никогда реактивными двигателями не занимался, он обладал «свежим взглядом» инженера и, в ряде случаев, помог провести «ревизию» уже привычных, но не самых удачных конструкторских решений. Трудно сказать, кому пришла в голову мысль разработать и применить в ЖРД самовоспламеняющиеся компоненты топлива. Известно лишь, что в числе авторов этого изобретения были В. П. Глушко и А. С. Назаров. Работой по установке РД–1 на бомбардировщик Пе-2 занимался С. П. Королёв, переведенный по его просьбе из Омска в Казань, в группу В. П. Глушко. Жидкостный ракетный ускоритель РД–1 успешно прошел испытания и устанавливался на целом ряде самолетов. Вскоре после этого были освобождены свыше 30 человек, среди них — В. П. Глушко, А. М. Добротворский, М. А. Колосов, С. П. Королёв. Для Назарова места среди освобождённых опять не нашлось.

## Особое бюро вТаганроге
После расформирования особого КБ при заводе № 16 Аркадий Сергеевич был направлен в такое же особое КБ в Таганроге (впоследствии ОКБ-86), которым руководил заключённый Роберт Людвигович Бартини. Тот высказал пожелание, чтобы Назаров стал его заместителем по силовой установке проектировавшейся машины. В то время Роберт Людвигович работал над созданием первого в нашей стране широкофюзеляжного транспортного самолета Т-117. Он был способен перевозить танковую и автомобильную технику, а в десантном варианте брать на борт 160 солдат с полным вооружением. Тогда же у Бартини возникла идея создания большого десантного корабля на воздушной подушке. Позднее эти идеи были воплощены в жизнь в проектах амфибий МВА-62 и ВВА-14. А. С. Назаров являлся автором оригинальных силовых установок, в том числе и топливных систем (все делалось впервые) этих уникальных летательных аппаратов. Наконец, в декабре 1947 года, после десяти лет заключения, вместо пяти согласно приговору, Аркадий Сергеевич вышел на свободу. В справке из военной коллегии Верховного суда СССР зафиксировано: «Дело по обвинению Назарова А. С. пересмотрено 30 мая 1956 года. Приговор Военной коллегии от 30 мая 1940 года в отношении Назарова А. С. по вновь открывшимся обстоятельствам отменен, и дело за отсутствием состава преступления прекращено». Назаров принял решение остаться на прежней должности заместителя Р. Л. Бартини (теперь уже в качестве «вольного» специалиста) и продолжать создавать силовые установки для гидросамолетов, ведь в Таганроге была интересная работа и вполне достойное положение. С июля 1948 года А. С. Назаров — заместитель главного конструктора ОКБ-86. Спустя непродолжительное время ОКБ-86 было расформировано и большая часть его сотрудников, в том числе и Аркадий Сергеевич, перешла на работу в ОКБ-49, вернувшееся из эвакуации с тбилисского завода № 31. Главным конструктором этого бюро, занимавшегося морским самолетостроением, являлся Георгий Михайлович Бериев. В 1948 году под его руководством велась разработка многоцелевого гидросамолета Бе-6 с двумя двигателями АШ-73. Проектированием силовой установки занималась бригада во главе с Аркадием Сергеевичем Назаровым. 12 июня 1948 года вышло постановление Совета министров СССР о создании первого отечественного реактивного гидросамолета Р-1, оснащенного двигателями РД-45 (позднее ВК-1). На этапе эскизного проектирования А. С. Назаров предложил оригинальный вариант компоновки силовой установки: двигатели размещались на стыках консолей и центроплана, при этом элементами мотогондолы являлись воздухозаборники, капот и обтекатель, входивший в конструкцию крыла. Назаров разработал также топливную систему гидросамолета, варианты которой в дальнейшем использовались на последующих самолетах. В ноябре 1951 года начались заводские мореходные и летные испытания Р-1. Несмотря на то, что эта машина не стала серийной, создание Р-1 обеспечило накопление необходимого научно-технического задела, послужившего базой для дальнейших работ ОКБ Бериева. В дальнейшем в ОКБ были созданы летающие лодки Бе-10 и Бе-12, с турбореактивными и турбовинтовыми двигателями соответственно. Однажды в 1957 году Назарова вызвали в Министерство авиационной промышленности СССР на совещание, на котором обсуждались проблемы, возникавшие при создании двигателей для гидроавиации. На этом совещании присутствовал Сергей Константинович Туманский, возглавивший ОКБ-300 после ухода А. А. Микулина. Они не виделись 20 лет, и в разговоре С. К. Туманский предложил Назарову переехать в Москву для работы в его конструкторском бюро, Аркадий Сергеевич его предложение принял. 2 марта 1957 года заместитель министра авиационной промышленности СССР А. Рюмин подписал распоряжение главному конструктору завода № 49 Г. М. Бериеву: «Инженера тов. Назарова Аркадия Сергеевича откомандируйте на завод № 300 в порядке перевода для постоянной работы по специальности».

## В Москве у Туманского
С. К. Туманский предложил Аркадию Сергеевичу должность ведущего конструктора и по просьбе начальника летно-испытательного отдела Кирилла Андреевича Сазонова направил в этот отдел, учитывая опыт работы в качестве специалиста по силовым установкам. В то время коллектив завода № 300 все силы отдавал созданию Р11-300. Назаров, оказавшись в незнакомых условиях, поступил так же, как в аналогичной ситуации, когда он попал к В. П. Глушко. Несколько месяцев он тщательно изучал и анализировал конструктивные особенности двигателя Р11-300. Впоследствии он внес большой вклад в усовершенствование отдельных узлов и агрегатов двигателя, в частности, систем запуска. На этапе летных испытаний двигателя Р11-300 важные результаты были получены с помощью летающей лаборатории, созданной на базе самолета Ту-16. С. К. Туманский поручил А. С. Назарову провести «ревизию» мотогондолы экспериментального двигателя. Назаров трудился в аэродромных условиях неделю и дал более сотни предложений, связанных с изменением отдельных конструктивных элементов силовой установки Р11-300 на летающей лаборатории Ту-16. Позже почти два десятка лет Аркадий Сергеевич успешно занимался расчетами показателей надежности опытных авиационных двигателей. Фактически им были созданы элементы теории надежности опытных газотурбинных двигателей, впервые разработана и внедрена методика оценки показателей надежности авиационных двигателей.